# Ducato di Münsterberg
Il ducato di Münsterberg (in polacco: Księstwo Ziębickie, in ceco: Minstrberské knížectví, in tedesco: Herzogtum Münsterberg) era uno dei ducati della Slesia con capitale Münsterberg. Esistente dal 1321/1322 al 1742, si trovava in quella che venne chiamata Bassa Slesia. Il suo territorio è simile all'attuale distretto di Ząbkowice Śląskie in Polonia.

## Dominio Piast

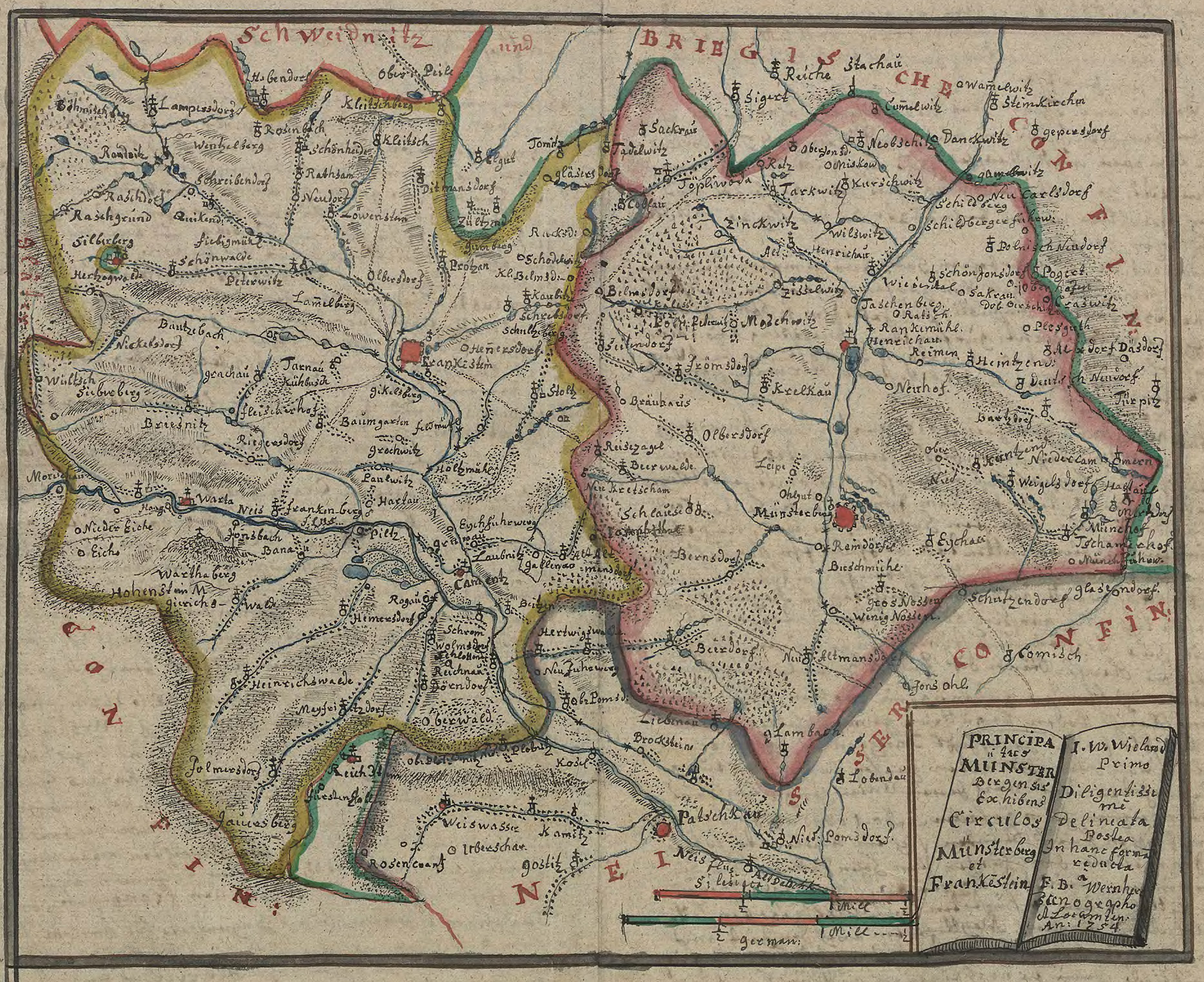
Mappa del ducato

Dopo la morte di Enrico IV nel 1290, durante il periodo di frammentazione della Polonia, Bolko I il Severo ereditò le città di Münsterberg (Ziębice) e Frankenstein (Ząbkowice Śląskie). Intorno al 1300, completò il castello a Münsterberg. Quando morì nel 1301, i suoi possedimenti furono ancora divisi fra i suoi tre figli maschi. Il figlio più giovane, Bolko II, ricevette Münsterberg nel 1321 e fu il primo a fregiarsi del titolo di duca di Münsterberg (duca di Ziębice). Risiedeva nel castello della città. Dopo aver chiesto la terra ai domini della diocesi, nacque una disputa di lunga data con il vescovo di Breslavia, e il vescovo impose un interdetto più volte sul ducato, mentre il duca veniva anatemizzato. Dopo l'assedio di Frankenstein da parte del margravio di Moravia e successivamente del Sacro Romano Imperatore Carlo IV, Bolko II riconobbe la sovranità boema il 29 agosto 1336 con il trattato di Straubing. Bolko II morì nel 1341 e fu sepolto nella chiesa del monastero di Heinrichau (Henryków), un monastero che aveva generosamente sostenuto durante tutta la vita.

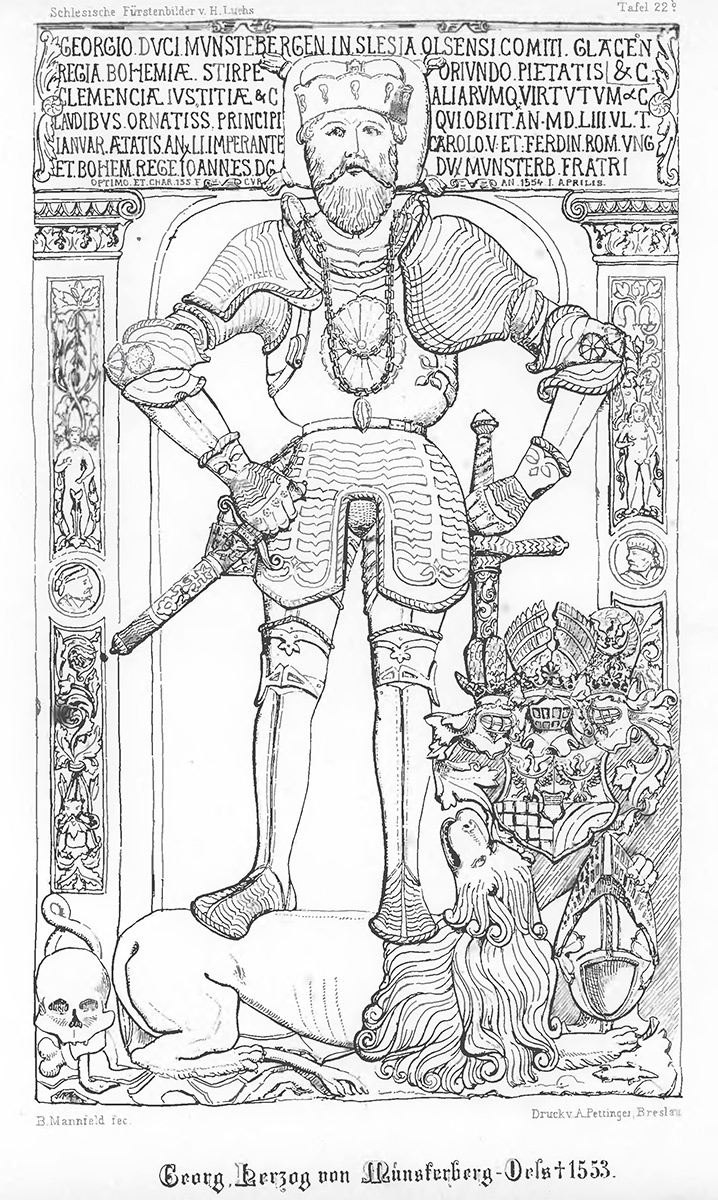
Giorgio di Münsterberg-Oels

Il figlio di Bolko, Nicola il Piccolo, fu duca di Münsterberg fino al 1358. Nell'anno della morte di suo padre, rese omaggio al re boemo Giovanni di Lussemburgo ed a suo figlio Carlo. Il successore di Nicola, Bolko III, morì nel 1410. I successivi duchi, i fratelli Enrico († 1420) e Giovanni, regnarono insieme fino al 1420; dopodiché Giovanni regnò da solo. Giovanni morì il 27 dicembre 1428 nella battaglia di Altwilmsdorf contro gli Hussiti. Con lui i duchi Piast di Münsterberg si estinsero.

## Dominio boemo
Con la morte del duca Jan, il ducato passò al re boemo Sigismondo, che lo promise a Půta III di Častolovice, signore di Častolovice, nel 1429. Dopo la morte di Půta III nel 1434, la sua vedova, Anna di Koldice, mantenne il vincolo ed i poteri decisionali. Tuttavia, i possedimenti di Münsterberg favorirono la contessa Eufemia di Oettingen, nipote dell'ultimo duca, che la ottenne nel 1435, ma la abbandonò un anno dopo a causa delle continue controversie. Sebbene Anna di Koldice vendette i suoi beni nel 1440 a Hynek Krušina di Lichtenburg, che sposò poco dopo, scoppiarono nuove controversie sulla successione ai domini, nelle quali diversi principi della Slesia sostenevano le tenute di Münsterberg. Nel 1442, Hynek Krušina saccheggiò il monastero di Heinrichau, poiché era particolarmente associato ai domini. Dopo lunghe trattative, il 25 aprile 1443 i possedimenti di Münsterberg scelsero il duca Guglielmo di Opava come loro nuovo sovrano. Le sue rivendicazioni erano giustificate da due ragioni. Primo, era figlio di Přemek I di Opava della dinastia dei Přemyslidi e di Caterina, la sorella di Giovanni I di Münsterberg († 1428), l'ultimo duca di Münsterberg della dinastia Piast. Secondo, era sposato con Salome, una figlia del defunto Půta III. Guglielmo si unì al vescovo di Breslavia e ai principi della Slesia, che combattevano contro Hynek Krušina. Sebbene Hynek Krušina non aveva legalmente abbandonato le sue affermazioni, la controversia fu risolta nel 1444.

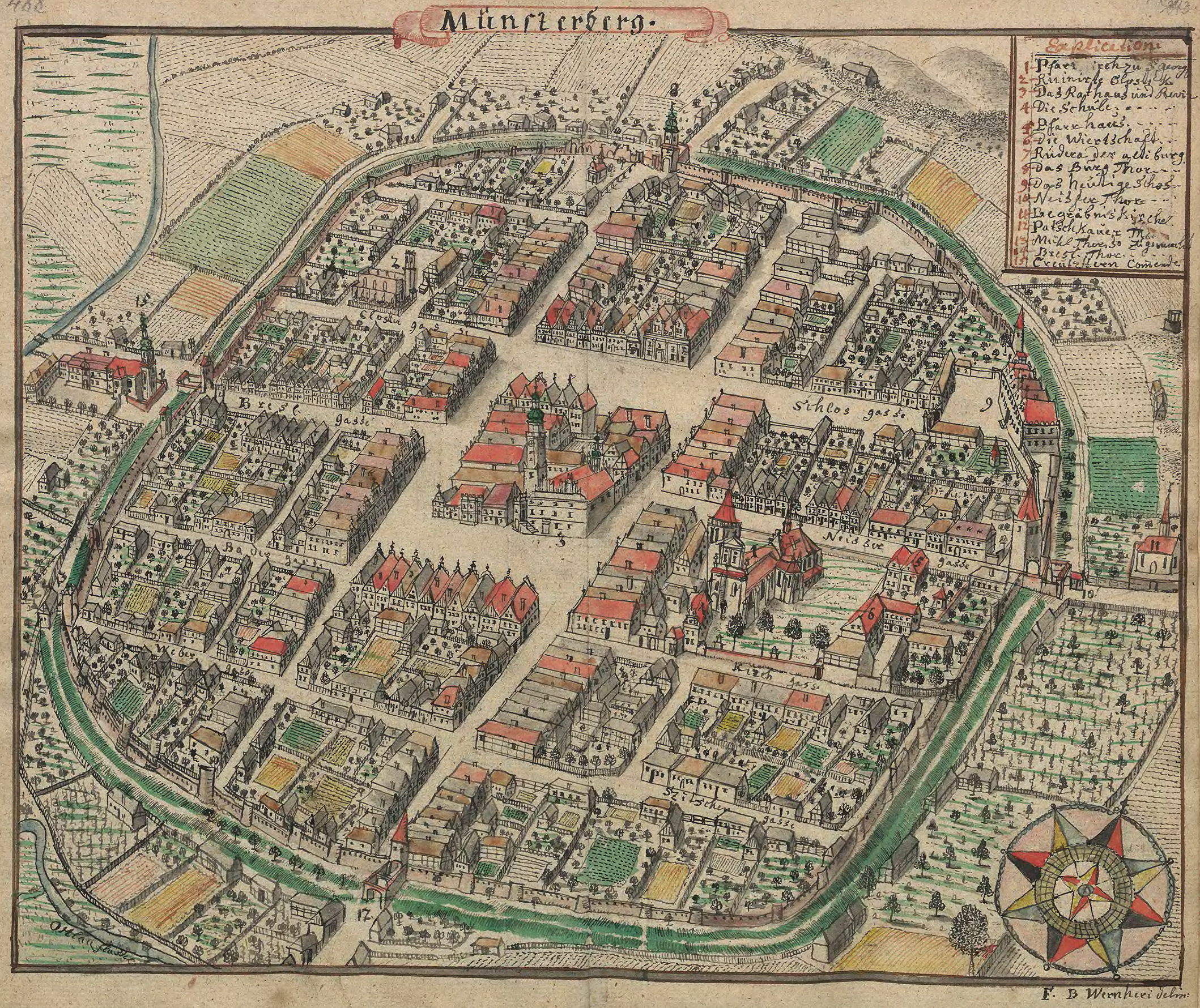
Münsterberg intorno al 1750

Alla morte di Guglielmo nel 1452, il ducato passò a suo fratello Arnošt, che lo vendette nel 1456 al re boemo Giorgio di Poděbrady. Il re tramandò i suoi possedimenti ai suoi figli Vittorio, Enrico il Vecchio ed Enrico il Giovane nel 1472. Enrico il Vecchio, che era sposato con Ursula di Brandeburgo, una figlia dell'elettore Alberto III, ricevette il ducato di Münsterberg. Ottenne anche Frankenstein (Ząbkowice Śląskie), la contea di Kladsko, i domini di Náchod, e gli antichi possedimenti della Boemia orientale di Půta III. Nel 1488, costruì un castello a Münsterberg e nel 1495 ottenne il ducato di Oels. Risiedette a Kladsko (Glatz, Kłodzko), dove morì nel 1498.
Fu succeduto dai suoi figli Alberto, Giorgio e Carlo, che regnarono insieme. Quest'ultimo spostò la residenza a Frankenstein nel 1530, dove morì sei anni dopo e fu sepolto nella chiesa parrocchiale. I suoi figli, Gioacchino, Enrico, Giovanni e Giorgio, sostenitori della riforma protestante, regnarono congiuntamente fino al 1542. Quello stesso anni, impegnarono l'indebitato ducato al loro zio, il duca Federico II di Legnica († 1547). Nel 1551, il re boemo Ferdinando I riscattò il ducato dal duca Federico III di Legnica. Tra il 1552 ed il 1559 appartenne alla regina Isabella d'Ungheria come pfandherrschsft. Nel 1559, il ducato passò nelle mani del duca Giovanni di Oels, un figlio di Carlo I di Münsterberg, e quindi al casato di Poděbrady.
Dopo che il successore di Giovanni, Carlo Cristoforo, morì senza figli nel 1569, Münsterberg ritornò alla corona di Boemia. Per i contributi dati al casato d'Asburgo, re Ferdinando III nel 1654 diede il ducato al Principe del Sacro Romano Impero, il conte Giovanni Weikhard di Auersperg.

## Dominio prussiano
Dopo la prima guerra di Slesia e l'incorporazione della Slesia alla Prussia nel 1742, gli Auersperg mantennero i loro possedimenti. Il ducato, tuttavia, fu convertito in uno stato nello stato. Nel 1791, il principe Charles Joseph Anton di Auersperg vendette il ducato al re prussiano Federico Guglielmo.

## Duchi di Münsterberg
- 1301–1341 Bolko II († 1341)

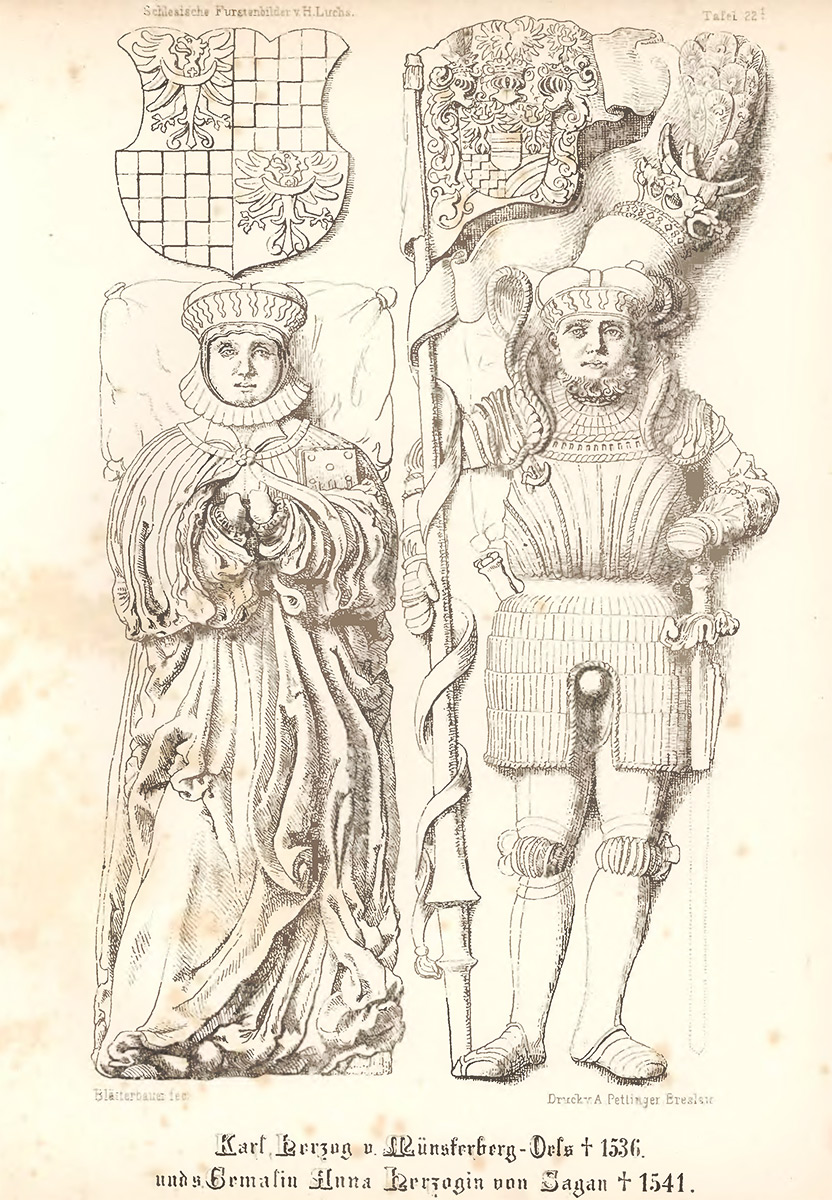
Carlo di Münsterberg-Oels e sua moglie Anna of Sagan

- 1341–1351 Nicola il Piccolo († 1358), figlio di Bolko II.
- 1351–1410 Bolko III († 1410), figlio di Nicola il Piccolo
- 1410–1420 Enrico II († 1420), figlio di Bolko III
- 1410–1428 Giovanni I † 1428, figlio di Bolko III

Il ducato passò al re boemo Sigismondo. 
- 1429–1434 Pfandherr: Půta III di Častolovice († 1434)
- 1435–1436 Eufemia († 1447), sorella di Giovanni I, rinunciò ai suoi diritti
- 1437–1440 Pfandherrin: Anna di Koldice († 1467), vedova di Půta III di Častolovice
- 1440–1443 Pfandherr: Hynek Krušina di Lichtenburg († 1454), acquistò i vincoli da Anna, che poi sposò tre settimane dopo
- 1443–1452 Guglielmo di Opava († 1452), figlio di Přemek I di Opava della dinastia dei Přemyslidi e di Caterina, sorella di Giovanni I di Münsterberg († 1428), ultimo duca di Münsterberg della dinastia Piast.
- 1452–1456 Ernest di Opava († 1464), fratello di Guglielmo; vendette Münsterberg nel 1456 al re boemo Giorgio di Poděbrady.
- 1456–1462 Giorgio di Poděbrady († 1471)
- 1462–1498 Enrico il Vecchio di Poděbrady († 1498), figlio di Giorgio di Poděbrady, principe dell'impero, conte di Kladsko, dal 1495 anche duca di Oels, insieme con:
  - 1462–1471 Vittorio († 1500)
  - 1462–1471 Enrico il Giovane di Poděbrady († 1492)
- 1498–1536 Carlo I di Poděbrady († 1536), figlio di Enrico il Vecchio, duca di Oels, conte di Kladsko; insieme con:
  - 1498–1502 Giorgio I di Poděbrady († 1502), figlio di Enrico il Vecchio, duca di Oels, conte di Kladsko
  - 1498–1511 Alberto I di Poděbrady († 1511), figlio di Enrico il Vecchio, duca di Oels, conte di Kladsko
- 1536–1542 Gioacchino, Enrico II, Giovanni e Giorgio II di Poděbrady, figli di Carlo I, impegnarono Münsterberg allo zio:
- 1542–1547 Federico II di Legnica († 1547)
- 1547–1552 Ferdinando I
- 1552–1559 Pfandherrschaft: Isabella d'Ungheria
- 1559–1565 Giovanni, figlio di Carlo I
- 1565: Carlo Cristoforo
- 1565–1654 ritorno alla corona di Boemia
- 1654–1677 Giovanni Weikhard di Auersperg
- 1677–1705 Giovanni Ferdinando di Auersperg, figlio di Giovanni Weikhard
- 1705–1713 Francesco Carlo di Auersperg, fratello di Giovanni Ferdinando
- 1713–1783 Enrico Giuseppe di Auersperg, figlio di Francesco Carlo
- 1783–1791 Carlo Giuseppe di Auersperg, figlio di Enrico Giuseppe
- 1791 venduto alla casata prussiana degli Hohenzollern
- 1795 venduto a Ludwig Wilhelm von Schlabrendorf

## Fonti
- Hugo Weczerka: Handbuch der historischen Stätten Schlesien, Second Edition, Stuttgart 2003, ISBN 3-520-31601-3, S. 95–99 und 320–324
- Historische Kommission für Schlesien (Hg.): Geschichte Schlesiens, Bd. 1, Sigmaringen 1988, ISBN 3-7995-6341-5
- Jan Urban: Lichtenburkové. Praha 2003, ISBN 80-7106-579-X, S. 290–320
- ŽÁČEK, Rudolf. Dějiny Slezska v datech. Praha: Libri, 2003. ISBN 80-7277-172-8.